# NGC 670

NGC 670

NGC 670 في الفهرس العام الجديد، هي مجرة محدبة، تقع في كوكبة المثلث. اكتشفت في 26 أكتوبر 1786 بواسطة ويليام هيرشل.

## روابط خارجية
- NGC 670 على موقع ويكي سكاي: DSS2, SDSS, GALEX, IRAS, Hydrogen α, X-Ray, Astrophoto, Sky Map, Articles and images